# 高雄區中小企業銀行
高雄區中小企業銀行（簡稱高企銀），金融機構代號：055，是過去曾經存在於台灣的中小企業銀行之一，已於2004年9月併入玉山商業銀行。

## 歷史
前身為成立於1950年11月1日的「高雄區合會儲蓄」，主要股東為王天賞、楊瑞華、李信福家族。
1975年由於《銀行法》修訂，將合會儲蓄公司納入銀行體制，並提供民眾與中小企業授信業務，因此於1978年7月1日改制為「高雄區中小企業銀行」。股票並於1984年3月12日上市。
2001年由於累積虧損過多，使得銀行淨值成為負數，雖然中央存款保險公司進駐輔導，但由於無人願意增資，在2002年1月28日正式由中央存款保險公司接管，並解除董事會、監察人和股東會之職權。
但由於當時行政院金融重建基金預算案尚未通過，且賠付方式尚在立法院討論中，直到2004年6月才進行標售，最終由玉山商業銀行以新台幣133.68億元標下，並於2004年9月併入玉山銀行。